# Katedralni trg u Pisi
Katedralni trg u Pisi (talijanski: Piazza del Duomo), također poznat i kao "Trg čudesa" (Piazza dei Miracoli) je glavni trg u Pisi; kulturno, vjersko i turističko središte grada. God. 1987., upisan je na UNESCOv popis mjesta svjetske baštine u Europi.
Piazza dei Miracoli je velikim dijelom okružen zidinama iz srednjeg vijeka, a na trgu su četiri glavne zgrade:
- Zvonik, također poznat kao Kosi toranj u Pisi
- Katedrala Uzašašća sv. Marije (Duomo della Santa Maria Assunta)
- Krstionica
- Monumentalno groblje Camposanto Monumentale

## Kosi toranj
Kosi toranj u Pisi se započeo nagibati i prije nego što je sagrađen 1173. god. Ipak, nastavio se graditi do dovršenja 1350. god. Toranj je visok 58 metara, a najveći omjer mu je oko 5 metara. God. 1900., toranj se počeo naginjati još više, a pristup je bio godinama zabranjen. Nakon stoljeća tonjenja, restauratori su ga danas doveli so stanja mirovanja, a pristup mu je ponovno ograničen.

## Katedrala
Katedrala Uzašašća sv. Marije je započeta 1064., a posvećena je u 1118. god. Ovaj biser toskanske romaničke arhitekture je petorobrodna bazilika s trobrodnim transeptom. Fasada je od sivog mramora i bijelog kamena s inkrustracijama šarenog mramora, a ukrasio ju je s četiri galerije nižućih arkada majstor Rainaldo. Na portalu su dvoja drvena i središnja brončana vrata s prizorima iz Isusova života koje izveo Bonanno Pisano. 
Unutrašnjost je popločana bijelim i crnim mramorom, korintski kapiteli su ratni plijen iz džamije u Palermu (1063.), a svod je pozlaćen, dok je kupola oslikana freskama. Apsida je ukrašena mozaicima Cimabuea, a unutra je i slavna mramorna romanička propovjedaonica koju je izveo Giovanni Pisano. Nakon požara 1595. god. ukrašena je slikama umjetnika kao što je Andrea del Sarto.
U katedrali se nalaze grobovi sv. Rainerija, sveca zaštitnika Pise, cara Henrika VII. i pape Grgura VIII., ali i relikvije tri sveca vezana za križarske ratove (Abibo, Gamaliel i Nikodem).
Katedrala je imala odlučujuću ulogu u određivanju početka pisanske Nove godine. Naime, od 10. st., pa sve do 1749. god. kada je reformiran toskanski kalendar, Pisa je koristila svoj kalendar koji je imao 9 mjeseci, a godina je započinjala na Gospino Uzašašće, 25. svibnja. Točan trenutak Nove godine bio bi kada sunčeva zraka, točno u podne, kroz prozor s lijeve strane katedrale, obasja jajastu policu iznad propovjedaonice Giovanija Pisana, na desnoj strani katedrale. 
Vjeruje se da je Galileo Galilei utjelovio svoju teoriju o kretanju klatna gledajući ljuljanje lustera koji je visio sa svoda glavnog broda katedrale. Taj luster, manji i jednostavniji od onog što se danas nalazi na njegovom mjestu, čuva se u kapeli Aulla groblja Camposanto.
Katedrala se, poput mnogih građevina u Pisi, također znatno ukosila.
- Pročelje katedrale
- Pogled iz zraka
- Mozaici u Apsidi
- Propovjedaonica

## Krstionica
Krstionica sv. Ivana Krstitelja, kružna građevina od bijelog mramora, započeta 1153. god., a završena u 14. stoljeću (arhitekt Diotisalvi), najveća je u Italiji (107,25 m), a viša je i od kosog tornja. Gotičku kupolu s filijalama, reljefima koji prikazuju sv. Ivana Krstitelja i Gospu okružene anđelima, te propovjedaonicu unutra iz 1260. god., izveo je Nicola Pisano. Unutrašnjost je začuđujuće jednostavna i jako akustična. Oktogonalni baptisterij je iz 1246. god., a u njegovom središtu se nalazi brončana figura sv. Ivana Krstitelja.
- Pročelje krstionice
- Unutrašnjost krstionice
- Baptisterij
- Propovjedaonica

## Camposanto Monumentale
Monumentalno groblje (Campo Santo), na sjevernoj strani trga, izgrađeno je od 1278. do 1464. god. oko klaustra u kojemu se navodno nalazi brodski tovar zemlje s Golgote koju je iz Jeruzalema donio nadbiskup Pise tijekom četvrtog križarskog rata. Vanjski zid ove uzdužne građevine se sastoji od 43 slijepe arkade i samo dvoja vrata na dužim zidovima iznad kojih su bogati gotički ciboriji. Zidovi peristila iznutra su ma oslikanima s nekoliko izvanrednih gotičkih fresaka koje su nedavno obnovljene, nakon što su strašno stradale u savezničkom bombardiranju 1945. god.
- Camposanto Monumentale
- Klaustar sa svetom zemljom
- Arkade u klaustru
- Trijumf smrti, freska sa zida iz 1355. (Buonamico Buffalmacco)

## Vanjske poveznice
- Službene stranice
- Galerija fotografija